# Castiglione delle Stiviere
Castiglione delle Stiviere (lombardul: Casti, mantovai nyelvjárásban: Castigliòn) település Olaszországban, Lombardia régióban, Mantova megyében. Lakosainak száma 23 556 fő (2023. január 1.). Castiglione delle Stiviere Carpenedolo, Lonato del Garda, Medole, Montichiari, Solferino, Castel Goffredo és Calcinato községekkel határos.

## Népesség
A település lakossága az elmúlt években az alábbi módon változott:
| Lakosok száma | 23 274 | 23 570 | 23 556 |
|               | 2017   | 2018   | 2023   |